# Rally Tierras Altas de Lorca de 2020
El Rally Tierras Altas de Lorca de 2020 fue la 9.º edición, la primera ronda de la temporada 2020 de Súper Campeonato de España de Rally y del Campeonato de España de Rally de Tierra. Se celebró del 6 al 7 de marzo y contó con un itinerario de ocho tramos que sumaban un total de 103,8 km cronometrados. Fue también puntuable para el campeonato de Andalucía de tierra.

## Itinerario
| Día   | Tramo | Nombre   | Distancia | Hora  | Ganador    | Tiempo | Líder      |
| ----- | ----- | -------- | --------- | ----- | ---------- | ------ | ---------- |
| Día 1 | TC1   | A1       | 12.65 km  | 08:13 | Nil Solans | 7:35.5 | Nil Solans |
| Día 1 | TC2   | B1       | 12.42 km  | 08:44 | Pepe López | 7:39.4 | Pepe López |
| Día 1 | TC3   | A2       | 12.65 km  | 11:12 | Nil Solans | 7:19.2 | Nil Solans |
| Día 1 | TC4   | B2       | 12.42 km  | 11:43 | Nil Solans | 7:25.8 | Nil Solans |
| Día 1 | TC5   | C1 (TC+) | 14.07 km  | 14:26 | Nil Solans | 8:22.1 | Nil Solans |
| Día 1 | TC6   | D1       | 12.40 km  | 15:04 | Nil Solans | 7:54.3 | Nil Solans |
| Día 1 | TC7   | C2       | 14.07 km  | 16:45 | Nil Solans | 8:07.2 | Nil Solans |
| Día 1 | TC8   | D2       | 12.40 km  | 17:23 | Nil Solans | 7:36.8 | Nil Solans |

## Clasificación final
| Pos.    | Piloto               | Copiloto         | Automóvil              | Tiempo    | Diferencia |
| General | General              | General          | General                | General   | General    |
| ------- | -------------------- | ---------------- | ---------------------- | --------- | ---------- |
| 1.      | Nil Solans           | Marc Martí       | Škoda Fabia R5         | 1:02:06.5 | 0.0        |
| 2.      | Pepe López           | Borja Rozada     | Citroën C3 R5          | 1:02:13.8 | +7.3       |
| 3.      | Erik Cais            | Jindřiška Žáková | Ford Fiesta Rally2     | 1:03:24.6 | +1:18.1    |
| 4.      | Alexander Villanueva | Xavier Amigo     | Škoda Fabia Rally2 evo | 1:04:31.8 | +2:25.3    |
| 5.      | Gorka Eizmendi       | Diego Sanjuan    | Škoda Fabia R5         | 1:05:21.0 | +3:14.5    |
| 6.      | Eduard Pons          | Alberto Chamorro | Škoda Fabia Rally2 evo | 1:07:25.3 | +5:18.8    |
| 7.      | Juan Pablo Castro    | Juan José Leal   | Škoda Fabia R5         | 1:07:36.4 | +5:29.9    |
| 8.      | Josep Bassas Mas     | Axel Coronado    | Peugeot 208 R2         | 1:08:33.3 | +6:26.8    |
| 9.      | Gustavo Sosa         | Rogelio Peñate   | Škoda Fabia R5         | 1:09:10.4 | +7:03.9    |
| 10.     | Fabrizio Zaldívar    | Fernando Mussano | Ford Fiesta R2T19      | 1:10:57.6 | +8:51.1    |